# Hugo Carmona
Hugo Carmona Zarate (Lobitos, Perú, 1 de abril de 1939 - Lima, 30 de mayo del 2011) fue un futbolista peruano que se desempeñaba como lateral izquierdo.
Fue parte del plantel que participó en el Campeonato Sudamericano Sub-20 de 1958 y en Juegos Olímpicos de 1960.
Creció en la cuadra 3 del Jr. Huascarán en el distrito de La Victoria, fue hijo del notable compositor criollo don Abelardo Carmona, creador del vals "Lucy Smith".

## Trayectoria
Hizo las juveniles en Alianza Lima y luego pasó a Sporting Cristal donde debutó en el primer equipo en 1959. 
En 1961 consigue el título con el cuadro rimense donde jugó hasta 1967, luego jugaría por KDT Nacional en 1968 y por Ciclista Lima en la Segunda División en 1970.
El gran vacío durante su carrera fue no aprovechar las ofertas que tuvo de jugar en Argentina, México y Colombia en su momento, declaró el jugador.
En 1989 fue entrenador del Club Frenosa del Jr.  Huascarán, también del Independiente Nueva Lima de la 1ra cuadra de Jr. Antonio Raimondi (ambos del distrito de La Victoria) entre otros.

## Clubes
| Club             | País | Año         |
| ---------------- | ---- | ----------- |
| Sporting Cristal | Perú | 1959 - 1967 |
| KDT Nacional     | Perú | 1968 - 1969 |
| Ciclista Lima    | Perú | 1970        |

## Palmarés

### Campeonatos nacionales
| Título                    | Club             | País | Año  |
| ------------------------- | ---------------- | ---- | ---- |
| Primera División del Perú | Sporting Cristal | Perú | 1961 |